# Fliegerhorst Leopold Figl – Flugplatz General Pabisch

i7
i11
i13
Der Fliegerhorst Leopold Figl – Flugplatz General Pabisch (ICAO-Code: LOXT) (bis 14. Mai 2024 Fliegerhorst Brumowski) ist ein Militärflugplatz mit Kaserne der Luftstreitkräfte des österreichischen Bundesheeres in Langenlebarn in Niederösterreich. Hier ist das Luftunterstützungsgeschwader und die Fliegerwerft 1 beheimatet.

## Entstehung
Schon das Bundesheer der 1. Republik plante im Tullner Becken einen Militärflugplatz östlich der Stadt Tulln an der Donau und südlich der Franz-Josefs-Bahn bei Langenlebarn.
Die fertigen Pläne griff die deutsche Luftwaffe auf und begann nach dem Anschluss Österreichs im September 1938 mit der Errichtung des Fliegerhorstes.
Da die Ortsbevölkerung zur Mithilfe verpflichtet wurde, gab es schon am 8. März 1939 die Gleichenfeier. Zusätzlich zu den für den Flug- und Kasernenbetrieb notwendigen Gebäuden wurden außerhalb des Fliegerhorstes eine Siedlung für Luftwaffenangehörige sowie für den Übungsbetrieb Außenlandeplätze errichtet.
Hauptaufgabe des neuen Fliegerhorstes war auch während des Krieges die Ausbildung, die „Flugzeugführerschule (FFS) A/B 112 Tulln“, die „Luftkriegsschule 7 – Tulln“ und kurzfristig die „FFS 114 Zwölfaxing“ und das „Fliegeranwärter-Bataillon 114“ waren hier stationiert. Aber auch einige aktive fliegende Einheiten lagen zeitweise hier. So war von Mai bis Juni 1942 die II./StG 2 (II. Gruppe des Sturzkampfgeschwaders 2) und im März 1944 die III./KG 30 (III. Gruppe des Kampfgeschwaders 30) hier stationiert.
Trotz der schweren Luftangriffe auf Wien im Osten und die Rüstungsbetriebe im Westen von Tulln (Hydrierwerk Moosbierbaum) war Langenlebarn selbst erst spät Ziel von Jagdbomberangriffen. Mitte März 1945 wurden deshalb die Flugzeuge nach Westen verlegt.

## Kriegsende und Besatzungszeit

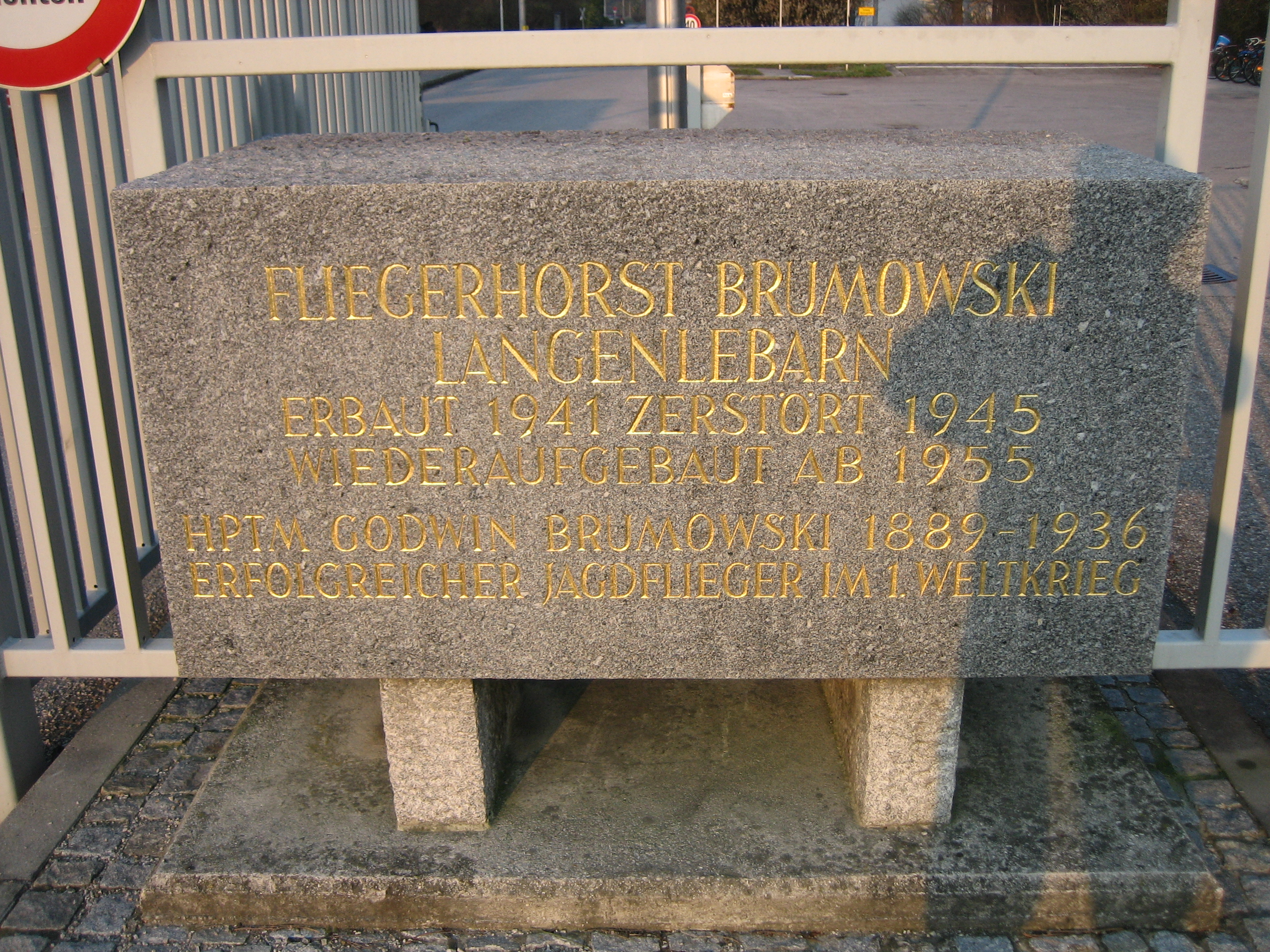
Gedenkstein

Nachdem am 7. April 1945 die Rote Armee das Tullnerfeld erreicht hatte, wurden von der Waffen-SS wesentliche Teile des Fliegerhorstes gesprengt. Noch am selben Tag wurde der Fliegerhorst, auf den kurz vorher noch die „Luftkriegsschule 3“ der deutschen Luftwaffe vom Flugplatz Oschatz in Sachsen verlegt worden war, von der Roten Armee erobert. Das Nordufer der Donau blieb bis zum Kriegsende in der Hand der deutschen Wehrmacht. Bei über die Donau hinweg geführten Artillerieduellen wurde auch die Kaserne Langenlebarn beschädigt.
Im Juli 1945 bekamen US-Truppen den in der sowjetischen Besatzungszone gelegenen Flughafen zugewiesen. Die Verbindungsroute zwischen der US Air Force Station Tulln – Vienna und der von allen vier Alliierten besetzten Stadt Wien wurde vertraglich vereinbart. Im November wurde eine Staffel Transportmaschinen nach Langenlebarn verlegt. So wurde der Flugplatz sowohl militärisch als auch zivil genutzt. Vier zivile Fluggesellschaften flogen die „Tulln Air Base“ an, wie der Flugplatz für den Rest der Besatzungszeit benannt wurde. Eine von ihnen war Pan American World Airways (PanAm), die ab Juni 1946 Linienflüge zwischen New York und Langenlebarn machte.
Prominente Flugpassagiere waren z. B. Robert Stolz und Hanns Eisler im Jahr 1946, die aus ihrer Emigration aus den Vereinigten Staaten zurückkommend hier landeten. John Foster Dulles, damals US-Außenminister, kam 1955 zur Unterzeichnung des Staatsvertrages.

## Bundesheer

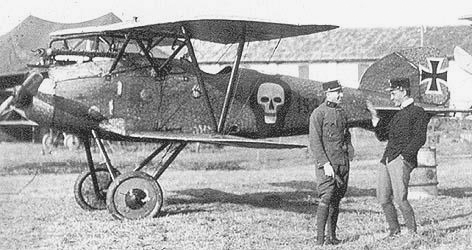
Godwin Brumowski (links) mit Frank Linke-Crawford vor seinem Oeffag D.III, Flugfeld Torresella der Flik 41J (k.u.k. Luftfahrttruppen), Dezember 1917

Infolge des Abschlusses des Staatsvertrages vom 15. Mai 1955 begann die Räumung des Flugplatzes. Er wurde am 30. September 1955 durch die neu entstehende Fliegertruppe der Republik Österreich übernommen.
Während der zehn Jahre dauernden Besatzungszeit hatten die US-Truppen nur wenig zur Erhaltung des Flugplatzes getan, vieles war immer noch zerstört, sodass nicht nur die österreichischen Luftstreitkräfte, sondern auch der Fliegerhorst selbst erneuert werden mussten.
Der erste Start vom Fliegerhorst im Rahmen der Luftstreitkräfte der Zweiten Republik erfolgte am 9. Dezember 1955 von Oberstleutnant Gustav Hauck mit einer Jak-18 mit dem Kennzeichen 3A-AB.
1967 bekam die Kaserne den Namen Fliegerhorst Brumowski Langenlebarn-Tulln. Namensgeber war Godwin Brumowski, der erfolgreichste Jagdflieger Österreich-Ungarns im Ersten Weltkrieg, der dann im Österreichischen Bürgerkrieg gegen den Wiener Goethehof den einzigen Luftangriff des Bundesheeres flog, wobei unklar ist, in welcher Form dieser erfolgte oder welche Auswirkungen damit erzielt wurden.
Die Bundesfachschule für Flugtechnik ist seit dem Schuljahr 1968/69 auf dem Areal des Fliegerhorstes Brumowski untergebracht und bildet Flugzeugtechniker sowohl für den militärischen als auch für den zivilen Bereich aus.
Seit 2007 sind sämtliche Truppenschulen der Fliegertruppe, die vorerst in Österreich verteilt waren, in Langenlebarn zusammengefasst. Mit Stand Mai 2011 sind acht Alouette III, elf Bell OH-58, neun Sikorsky S-70 Black Hawk Hubschrauber und 8 Stück Pilatus PC-6 in Langenlebarn stationiert.

### Aktuelles
Der Fliegerhorst soll zur autarken Sicherheitsinsel ausgebaut werden. Dazu wurde bereits ein Biomasse-Heizwerk errichtet, das mit Holz vom Truppenübungsplatz Allentsteig versorgt wird. Auch der bestehende Eisenbahnanschluss der Franz-Josefs-Bahn ist dafür adaptiert worden.
2023 eröffnete Verteidigungsministerin Klaudia Tanner das erweiterte Vorfeld Apron IV der Black Hawk Halle IV und den dazugehörigen Rollweg. Die Erweiterung der Infrastruktur war notwendig, um drei weitere S-70 „Black Hawk“ zu servicieren.
Insgesamt 24 der 36 neuen Mehrzweckhubschrauber Leonardo AW169 sollen im Endzustand ab 2028 hier stationiert werden. Außerdem soll die Fliegerabwehr ein neues Ausbildungszentrum erhalten. In die bauliche Infrastruktur werden mehr als 100 Millionen Euro investiert.
2023 wurden eine bis dato für den Heeressport genutzte Baracke aus den 1960er Jahren und ein leerstehendes Ausbildungs-Gebäude aus den 1930er Jahren abgerissen, um ab 2024 ein Simulatorgebäude für die Hubschrauberausbildung zu errichten.
Die militärhistorische Denkmalkommission sprach sich 2024 für die Umbenennung des Fliegerhorsts aus, ein Dreiervorschlag für den neuen Namen sollte erarbeitet werden. Am 24. April 2024 wurde die Entscheidung für den neuen Namen „Fliegerhorst Leopold Figl – Flugplatz General Pabisch“ bekanntgegeben. Othmar Pabisch war unter anderem von 1985 bis 1998 Kommandant der Fliegerdivision in Langenlebarn.
Am 15. Mai 2024, wurde der Fliegerhorst Brumowski offiziell in „Fliegerhorst Leopold Figl – Flugplatz General Pabisch“ umbenannt. Die militärische Liegenschaft trägt erstmalig einen Doppelnamen. Beide Persönlichkeiten haben einen engen Bezug zum Bundesheer und zum Tullnerfeld.

## Unfälle
- Am 28. Mai 1963 stürzte eine de Havilland Canada DHC-2 wenige hundert Meter vor der Landebahn in ein Getreidefeld und wurde völlig zerstört. Der Pilot, der Arzt des Fliegerhorstes und vier Grundwehrdiener der Sanitätsanstalt Langenlebarn kamen ums Leben.[13]
- Am 24. September 1999 schoss ein Learjet 36A der Ärzteflugambulanz GmbH bei der Landung entgegen der freigegebenen Richtung (08 statt 26) bei Rückenwind über die Landebahn hinaus. Besatzung und Passagiere blieben unverletzt; das Luftfahrzeug wurde erheblich beschädigt.[14]

## Sonstiges
- Zwischen 1966 und 1979 fand hier das Flugplatzrennen Tulln-Langenlebarn statt. 20.000 Besucher kamen am 16. Juli 1967 zum Formel-2-Rennen, an dem unter anderem Jack Brabham und Jim Clark teilnahmen – Jochen Rindt gewann dieses Rennen.
- Am 6. September 1975 fand ein Flugtag anlässlich des 20-jährigen Bestehens der Fliegertruppe statt. Auch die Karo-As-Kunstflugstaffel startet erstmals.
- In der Nähe befindet sich das Funkfeuer TUN.